# György Udvardy
György Udvardy (ur. 14 maja 1960 w Balassagyarmat) – węgierski duchowny katolicki, arcybiskup Veszprém od 2019.

## Życiorys

### Prezbiterat
Święcenia kapłańskie otrzymał 15 czerwca 1985 z rąk kardynała László Lékaia. Inkardynowany do archidiecezji ostrzyhomskiej, przez kilka lat pracował duszpastersko na jej terenie. Po odbytych w latach 1990–1993 studiach w Rzymie został diecezjalnym inspektorem ds. katechezy. W 1997 został także wykładowcą Katolickiego Uniwersytetu Pétera Pázmánya. Od 2003 ekonom diecezjalny oraz proboszcz jednej z budapeszteńskich parafii.

### Episkopat
24 stycznia 2004 papież Jan Paweł II mianował go biskupem pomocniczym archidiecezji ostrzyhomsko-budapeszteńskiej, ze stolicą tytularną Marazanae. Sakry biskupiej udzielił mu 21 lutego 2004 kardynał Péter Erdő.
9 kwietnia 2011 został mianowany biskupem ordynariuszem Peczu, po rezygnacji bpa Mihály Mayera. Ingres odbył się 25 kwietnia 2011. Od 2015 jest wiceprzewodniczącym Konferencji Episkopatu Węgier.
12 lipca 2019 papież Franciszek mianował go arcybiskupem metropolitą Veszprém. Kanoniczne objęcie urzędu nastąpiło 31 sierpnia 2019.